# Тикшозеро
Тѝкшо̀зеро (Тикше-езеро, Тикса, Тикшезеро) е сладководно езеро в европейската част на Русия, Република Карелия. С площ от 209 km² е 13-ото по-големина езеро в Република Карелия и 61-во по големина на територията на Русия.
Езерото Тикшозеро е разположено в крайната северозападна част на Източноевропейската равнина, в най-северната част на Република Карелия, на 112 m н.в. То е горен водоем в езерната система на река Ковда, вливаща се в Бяло море.
Котловината на езерото е с ледниково-тектонски произход и има значителна дълбочина. По форма Тикшозеро прилича на четириъгълник, леко удължен от северозапад на югоизток, с причленени към него заливи. Най-големи заливи (губи) са: Покорна губа, Хлебна губа, Тайболгуба, Левеалакши, Вааралакши, Степанова губа, Пимеапохя. Дължината му е 26,7 km, максимална ширина 21 km, площ 209 km2, обем 1,67 km3. Бреговата линия с дължина 204 km е силно разчленена с множество заливи, полуострови и острови. Има 342 малки острова (най-големи: Кайгас, Кангасари, Юхтиненсари, Ханкасари, Койтолари, Лавансари, Притча) с обща площ 23,6 km2, а дължината на бреговата линия с островите достига 339 km. Бреговете му са предимно скалисти, каменисти, а на някои места – ниски и заблатени. Скалистите брегове са стръмни, с височина до 10 – 15 m и дължина до 100 – 150 m. Релефът на дъното е сложен, като за голяма част от него са характерни редуване на дълбоки участъци и подводни възвишения. Средната му дълбочина е 8 m, а максималната – 41 m, разположена в централната му част, източно от остров Болшой. Преоладаващо дъното е покрито със сиво-зелена и кафява тиня, но тук-таме е глинесто или пясъчно-каменисто.
Водосборният басейн на Тикшозеро е 1080 km2. В него се вливат 10 реки с дължина над 10 km: Голяма (Лопска, 106 km), Хлебна, Тоша и др. От североизточния му ъгъл изтичат реките Винча (наляво) и Пудос (надясно), които се вливат в езерото Ковдозеро, от което изтича река Ковда, вливаща в Бяло море.
Подхранването на езерото е снежно-дъждовно, с преобладаване на снежното. Средна годишна амплитуда на езерното ниво е 0,78 m. По термичен режим езерото се отнася към езерата от умерения тип. То замръзва в началото на ноември, а се размразява през втората половина на май. През лятото температурата на водата на повърхността, в заливите и крайбрежните части достига до 20 °C. Водата му е чисто, слабо минерализирана (18,3 – 22,9 мгр/л). Прозрачността ѝ през лятото достига до 7 m.
Водната растителност е бедна и е представена от 15 вида (обикновена тръстика, езерен камъш, хвощ и др.) и е разпространена в плитките заливи и крайбрежните райони. Богато на риба. По бреговете му няма постоянни населени места, а водите му се използват за промишлен и любителски риболов.

## Топографски карти
- Лист от карта Q-36-XIII, XIV.
- Лист от карта Q-36-XV, XVI.